# マルツィ
マルツィ（イタリア語: Marzi）は、イタリア共和国カラブリア州コゼンツァ県にある、人口約1,000人の基礎自治体（コムーネ）。

## 地理

### 位置・広がり

#### 隣接コムーネ
隣接するコムーネは以下の通り。
- ベルシート
- カルパンツァーノ
- コロージミ
- パレンティ
- パテルノ・カーラブロ
- ロリアーノ
- サント・ステーファノ・ディ・ロリアーノ